# 澳洲方頭魚
澳洲方頭魚，又稱澳洲馬頭魚，為輻鰭魚綱刺尾鯛目弱棘魚科方頭魚屬的其中一種，分布於印度西太平洋區，從印尼蘇門答臘至澳洲鯊魚灣海域，棲息深度164-170公尺，體長可達26.6公分，生活在沙泥底質海域，屬肉食性，生活習性不明。
种加名 australiensis 意为“澳大利亚的”。